# Гершник, Анна
Анна Гершник (Сегал; род. 13 сентября 1975, Калининград) — израильская и американская шахматистка, гроссмейстер (1993) среди женщин.
С 1990 жила в Израиле, с 2005 живет в США. В составе сборной Израиля участница пяти Олимпиад (1990—1998) и 1-го командного чемпионат Европы (Дебрецен, 1992).

## Изменения рейтинга
| Графики недоступны из-за технических проблем. См. информацию на Фабрикаторе и на mediawiki.org. |